# Maggie Simpson
Margaret Lenny "Maggie" Simpson is een personage uit de Amerikaanse animatieserie The Simpsons. Ze is de jongste dochter van Homer en Marge Simpson. In een van de Halloweenafleveringen wordt verteld dat Homer niet de vader is. Marge werd volgens deze aflevering ontvoerd door het duo buitenaardse wezens Kodos en Kang, is toen bevrucht gemaakt door Kodos en teruggeplaatst op aarde. Dit verhaal moet echter meer dan waarschijnlijk als niet waar worden beschouwd, net door het feit dat het wordt verteld in een Halloweenspecial.
Net als de andere personages is Maggie sinds het begin van de serie amper veranderd: ze is de hele serie al een baby die niet kan praten (op enkele uitzonderingen na) en niet kan lopen. Meestal heeft Maggie een rode speen in haar mond.

## Openingsfilmpje
In het openingsfilmpje is altijd te zien hoe Maggie gescand wordt in de supermarkt. Volgens de kassa is ze $847.63 waard. Dit bedrag is een referentie naar wat het hebben van een baby gemiddeld per maand kostte in 1989.. In de aflevering "The Simpsons 138th Episode Spectacular" werd vermeld dat op de scanner de tekst "NRA4EVER" zou staan, een referentie naar de in de beginjaren veelgehoorde kritiek dat "The Simpsons" te veel links-progressieve grappen maakten. Bij wijze van grap deden de makers in die aflevering net alsof ze politiek eerder rechts stonden.

## Persoonlijkheid
Net als veel baby's raakt Maggie gemakkelijk onder de indruk van wat ze om haar heen ziet. Ondanks haar jonge leeftijd lijkt ze behoorlijk goed om te kunnen gaan met wapens, zoals te zien was in de aflevering Who Shot Mr. Burns? en Papa's Got a Brand New Badge, waarin ze op een bende gangsters schoot met een geweer.
Maggie is goed op de hoogte van wat er om haar heen gebeurt. Net als Bart en Lisa brengt ze niet graag tijd door met haar tantes Patty en Selma.
Hoewel Lisa bekendstaat als een jong genie, is vermoedelijk Maggie het echte genie van de familie. In de aflevering Smart and Smarter werd gesuggereerd dat ze een hoger IQ heeft dan Lisa, namelijk 167 tegen respectievelijk 159 van Lisa. In diezelfde aflevering was te zien dat ze saxofoon kon spelen op dezelfde manier als haar zus. Toen ze nog maar 1 jaar was, kon Maggie al EMCSQU (E = mc²) spellen met haar bouwblokken. Ze kan met dezelfde blokken gecompliceerde vragen beantwoorden. (In de aflevering Smart and Smarter zou later blijken dat ze tijdens die IQ test gespiekt heeft door de antwoorden van Lisa over te nemen en is haar IQ misschien niet zo hoog als toen gedacht.)

## Stem
Het zuiggeluid dat Maggie met haar speen produceert is door een aantal personen gedaan. In de beginjaren van The Simpsons, tijdens de Tracey Ullman-periode, werd het zuiggeluid gedaan door de bedenker van de serie, Matt Groening. Tijdens de gewone serie is het een opgenomen geluid dat elke keer wordt afgespeeld, deze is "ingesproken" door Nancy Cartwright, die ook Bart inspreekt. Elizabeth Taylor heeft Maggies eerste woord ingesproken, dit was "Daddy". Ook James Earl Jones heeft haar stem eens gedaan, dit was voor een Halloweenaflevering.
In de aflevering Four Great Women and a Manicure uit het 20e seizoen van The Simpsons houdt Maggie een toespraak over babyrechten. De actrice Jodie Foster sprak Maggies stem hiervoor in.